# Monte Petricelle
Il Monte Petricelle è situato a nord-ovest di Sant'Agata di Esaro e a nord-est di Belvedere Marittimo, in Calabria. È alto 1785 m s.l.m. ed ha una formazione dolomitica simile a quella del Monte La Caccia e Montea.